# Port d'Eilat

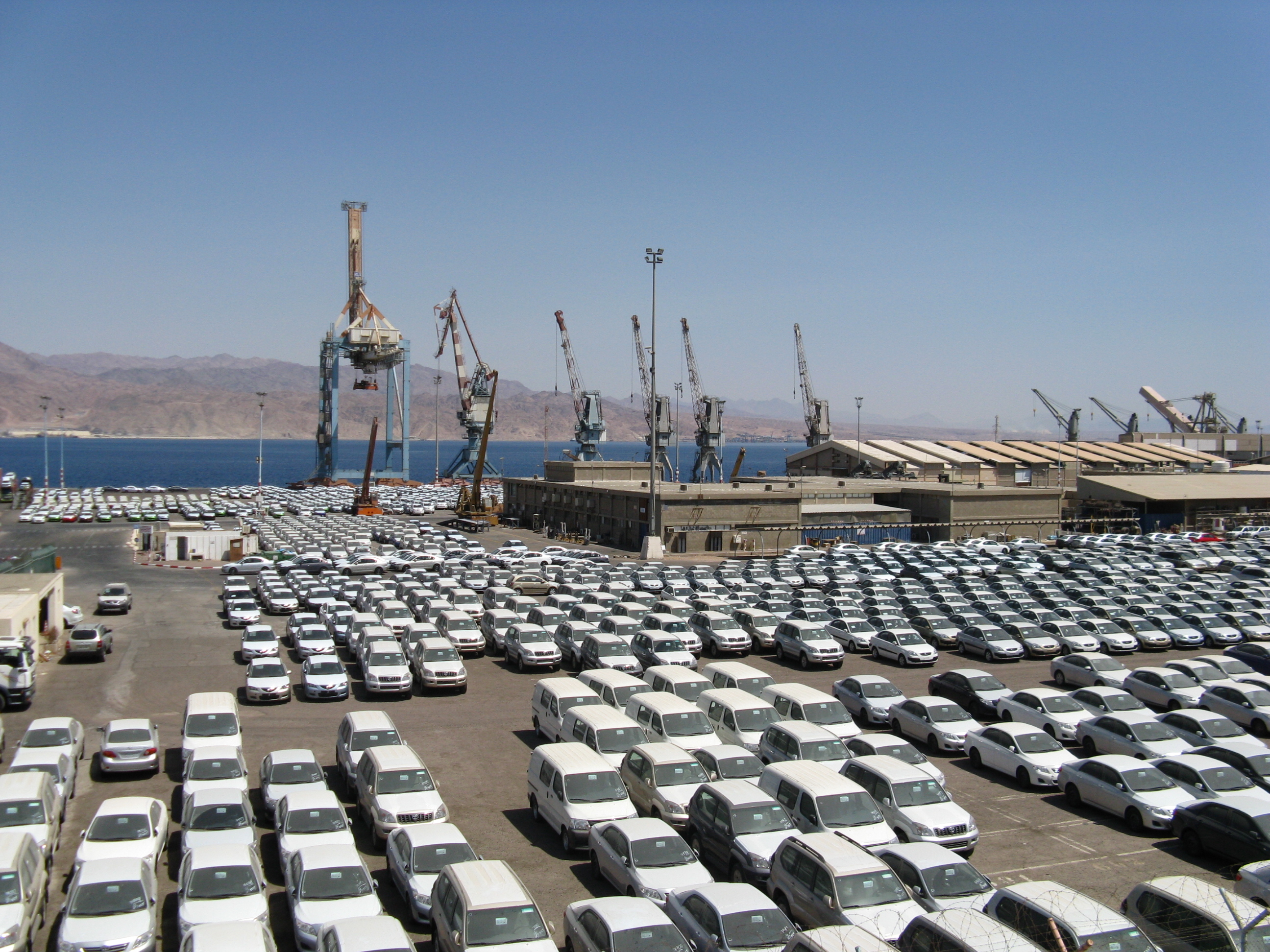

Le port d'Eilat est l'unique port israélien situé sur la façade de la Mer Rouge. Il est établi à l'extrémité nord du golfe d'Aqaba.

## Activité

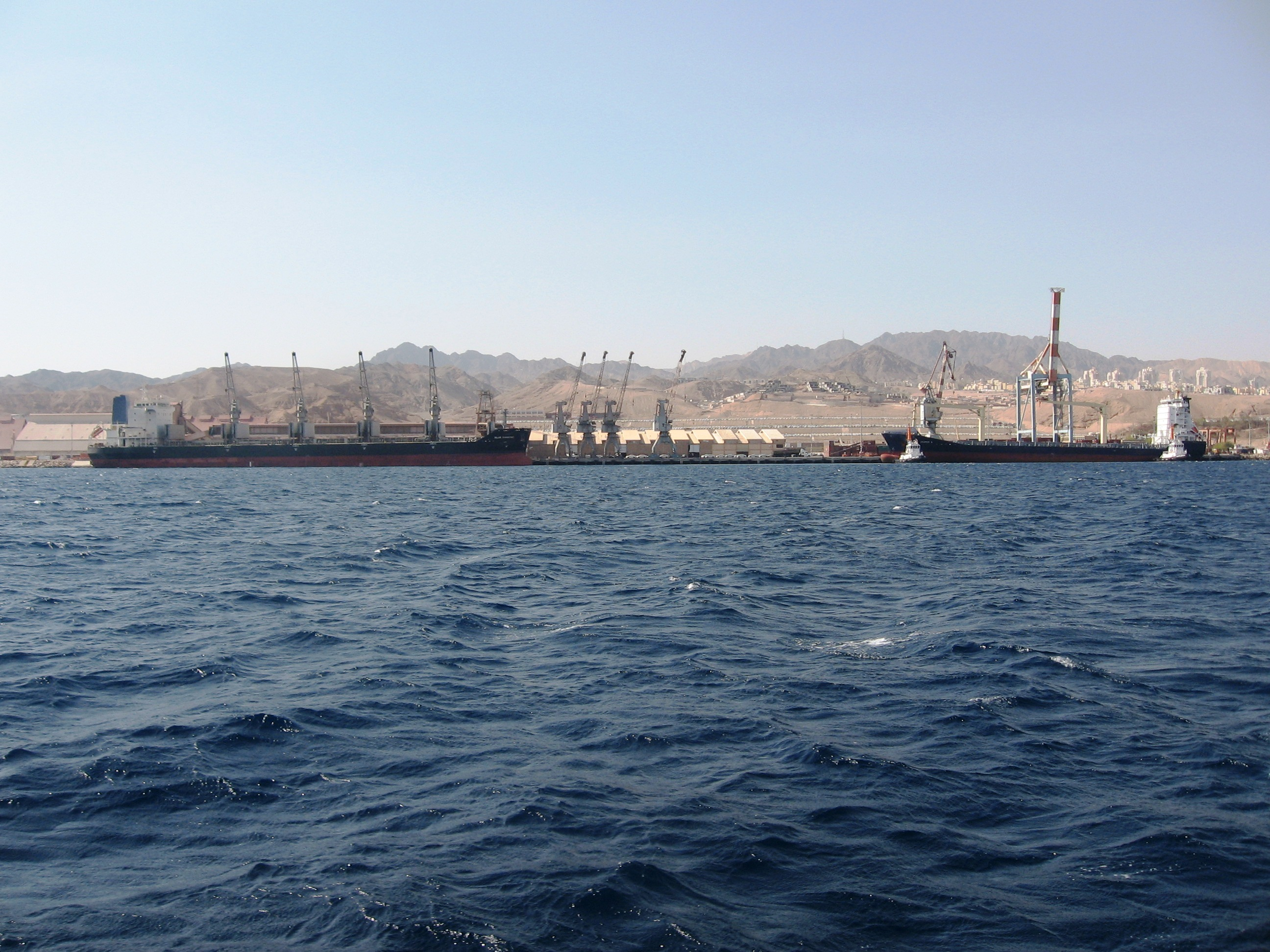
Le Port d'Eilat vu de la mer.

Le port d'Eilat a été établi en 1957. Il permet aux navires venant de l'océan Pacifique et l'océan Indien de desservir Israël sans passer par le canal de Suez. Le blocus par l'Égypte du détroit de Tiran qui contrôle l'accès au Port d'Eilat est l'un des principaux facteurs ayant conduit au déclenchement de deux importantes guerres israélo-arabes, la crise du canal de Suez et la guerre des Six Jours.
Le volume de marchandises transitant par ce port est relativement faible en comparaison avec celui de Haïfa et Ashdod, les deux grands ports de la façade méditerranéenne. L'une des raisons expliquant cette activité moindre est l'éloignement entre ce port et le poumon économique du pays. Par ailleurs, il n'existe aucune connexion ferroviaire entre Eilat et le reste d'Israël, la tête de ligne la plus proche étant située à Dimona, à plus de 200 km au nord. Enfin, l'emprise du tourisme balnéaire sur la côte limite les perspectives de développement des infrastructures portuaires. En 2010, environ 6 % de commerce maritime d'Israël a transité par le port d'Eilat. Les principaux produits concernés sont les voitures importées d'Extrême-Orient (65 % de l'activité du port, 123 000 véhicules importés) et l'export de minéraux, phosphate et potasse (2,4 millions de tonnes).

## Projet de développement
Afin de circonvenir les limitations spatiales prévenant le développement du port, le gouvernement israélien a élaboré un projet, la « Porte du sud », consistant en la construction d'un centre logistique intermodal rail-mer-air au nord de la ville, dans le désert. Le projet comprendrait le déplacement du port dans une zone excavée, reliée au golfe d'Aqaba par un canal long de 7,5 km et large de 70 m, construit le long de la frontière avec la Jordanie, la construction d'un nouvel aéroport international à proximité et l'extension du réseau ferré israélien jusqu'à Eilat grâce à la construction d'une nouvelle ligne traversant le désert du Néguev. Des investisseurs internationaux tels Donald Trump et l'entreprise sud-africaine South African Harris Group of Companies ont exprimé de l'intérêt pour ce projet. Selon les instigateurs de ce projet, le déplacement du port permettrait de réaffecter une partie de la côte au développement touristique et la connexion de ce nouveau port au réseau ferré conduirait à une augmentation significative du fret transitant par cette interface.
En janvier 2012, le ministre israélien des transports a chargé l'autorité portuaire israélienne de mettre en œuvre des enquêtes de terrain préparatoires afin de déterminer l'emplacement optimal de ce nouveau port creusé au nord d'Eilat,.